# Cristóbal Montoro Romero

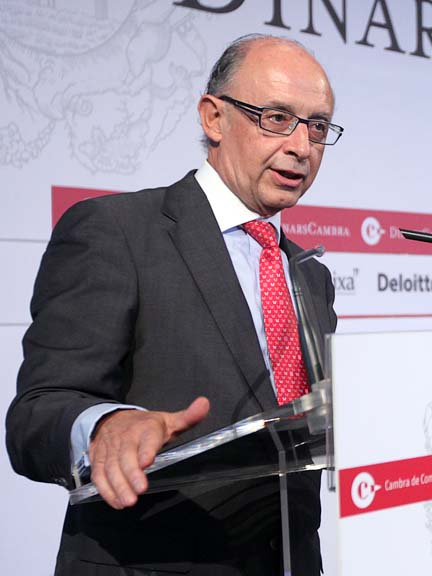
Cristobal Montoro (2011).

Cristóbal Montoro Romero este un om politic spaniol, membru al Parlamentului European în perioada 2004-2009 din partea Spaniei. 
1. ↑  „Cristóbal Montoro Romero”, Gemeinsame Normdatei, accesat în 4 mai 2014
2. ↑  Cristobal Montoro, Munzinger Personen, accesat în 9 octombrie 2017
3. ↑   https://alfayomega.es/soy-catolico-y-voy-a-misa Lipsește sau este vid: |title= (ajutor)
4. ↑   http://www.congreso.es/portal/page/portal/Congreso/Congreso/Diputados/BusqForm?_piref73_1333155_73_1333154_1333154.next_page=/wc/fichaDiputado?idDiputado=243&idLegislatura=11, accesat în 23 noiembrie 2017 Lipsește sau este vid: |title= (ajutor)
5. ↑   http://www.congreso.es/portal/page/portal/Congreso/Congreso/Diputados/BusqForm?_piref73_1333155_73_1333154_1333154.next_page=/wc/fichaDiputado?idDiputado=27&idLegislatura=10, accesat în 23 noiembrie 2017 Lipsește sau este vid: |title= (ajutor)
6. ↑   http://www.congreso.es/portal/page/portal/Congreso/Congreso/Diputados/BusqForm?_piref73_1333155_73_1333154_1333154.next_page=/wc/fichaDiputado?idDiputado=340&idLegislatura=9, accesat în 23 noiembrie 2017 Lipsește sau este vid: |title= (ajutor)
7. ↑   http://www.congreso.es/portal/page/portal/Congreso/Congreso/Diputados/BusqForm?_piref73_1333155_73_1333154_1333154.next_page=/wc/fichaDiputado?idDiputado=258&idLegislatura=7, accesat în 23 noiembrie 2017 Lipsește sau este vid: |title= (ajutor)
8. ↑   http://www.congreso.es/portal/page/portal/Congreso/Congreso/Diputados/BusqForm?_piref73_1333155_73_1333154_1333154.next_page=/wc/fichaDiputado?idDiputado=224&idLegislatura=5, accesat în 23 noiembrie 2017 Lipsește sau este vid: |title= (ajutor)
9. ↑  Deputații în Parlamentul European